# Bulbophyllum imitator
Bulbophyllum imitator là một loài phong lan thuộc chi Bulbophyllum.